# 캐서린 라이트만

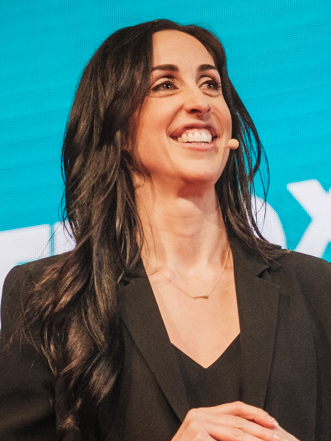

캐서린 라이트먼(Catherine Reitman, 1981년 4월 28일 ~ )은 미국의 배우이다.
로스앤젤레스에서 태어났다.

## 출연 작품

### 영화
- 어쿼드 섹시피플 (2015년)
- 키친 (2012년) - 팜 역
- 렛 고 (2011년)
- 크레이지/섹시/어쿼드 (2010년) - 리자 역
- 하우 투 메이크 러브 투 어 우먼 (2010년)
- 지저스 피플: 더 무비 (2009년) - 사우나 메베인 역
- 포스트 그래드 (2009년)
- 알러뷰 맨 (2009년)
- 사고친 후에 (2007년)
- 겁나는 여친의 완벽한 비밀 (2006년)
- 땡큐 포 스모킹 (2005년)
- 파더스 데이 (1997년)
- 스페이스 잼 (1996년)
- 베토벤 2 (1993년)